# Evropska tekunica
Evropska tekunica (znanstveno ime Spermophilus citellus) je vrsta pravih veveric, ki je razširjena od Nemčije na zahodu, do Črnega morja na vzhodu.

## Opis
Evropska tekunica je dnevno aktivna stepska žival, ki v dolžino doseže med 20 in 23 cm in tehta med 240 in 340 g. Kožuh je rumeno sive barve. Hrani se s semeni, koreninami, listi in raznimi neletečimi žuželkami, celo s ptičjimi jajci. Je socialna žival, ki živi večinoma pod zemljo v rezvejanih tunelih, na vhod katerih je podnevi nastavljen opazovalec, ki ob nevarnosti z žvižgom opozori druge člane družine. Parjenje poteka v aprilu ali maju. Brejost traja 26 dni. Samice tako kotijo poleti in imajo običajno med pet in osem mladičev. Samci so podobni samicam, le da so nekoliko večji.
Evropske tekunice hibernirajo med jesenjo in mesecem marcem, odvisno od zunanjih temperatur in debeline snežne odeje.